# Glesungrejo
Glesungrejo is een bestuurslaag in het regentschap Wonogiri van de provincie Midden-Java, Indonesië. Glesungrejo telt 2764 inwoners (volkstelling 2010).